# Bistroscopie
Bistrooscopie est une émission radiophonique créée par Charline Vanhoenacker le 2 septembre 2023 et diffusée sur France Inter tous les samedis, de 19 h 20 à 19 h 50.

## Concept
Chaque samedi soir, « à l’heure de l’apéro », Charline Vanhoenacker reçoit une personnalité dans un bistrot près de la Maison de la Radio et de la Musique et se livre à un « entretien décontracté en tête à tête ».
Le titre de l’émission est un clin d’œil à l’ancienne émission de Jacques Chancel Radioscopie, diffusée de 1968 à 1990 sur France Inter.

## Liste des invités

### Saison 1 (2023–2024)
| Liste des émissions diffusées lors de la saison 2023–2024 (hors rediffusions) | Liste des émissions diffusées lors de la saison 2023–2024 (hors rediffusions) | Liste des émissions diffusées lors de la saison 2023–2024 (hors rediffusions) | Liste des émissions diffusées lors de la saison 2023–2024 (hors rediffusions)                                    |
| Épisode                                                                       | Date                                                                          | Invité/e                                                                      | Titre |
| ----------------------------------------------------------------------------- | ----------------------------------------------------------------------------- | ----------------------------------------------------------------------------- | --- |
| 1                                                                             | 2 septembre 2023                                                              | Jacques Attali                                                                | Jacques Attali : « Oui, je suis un éco-terroriste. Si j’avais 20 ans, je serais encore plus radical »            |
| 2                                                                             | 9 septembre 2023                                                              | Éric Cantona                                                                  | Éric Cantona : « Si je suis arrivé là, c’est parce qu’il y avait plein de chemins y compris des routes barrées » |
| 3                                                                             | 16 septembre 2023                                                             | Nicky Doll                                                                    | Nicky Doll : « Certains voient ça comme une satire, c’est plus une ode à la femme »                              |
| 4                                                                             | 23 septembre 2023                                                             | Arielle Dombasle                                                              | Arielle Dombasle : « Je suis un animal politique »                                                               |
| 5                                                                             | 30 septembre 2023                                                             | José Bové                                                                     | José Bové : « La révolte est salutaire, elle est nécessaire »                                                    |
| 6                                                                             | 21 octobre 2023                                                               | Marie Papillon                                                                | Marie Papillon, comédienne, entrepreneuse du LOL                                                                 |
| 7                                                                             | 28 octobre 2023                                                               | Charles Consigny                                                              | Charles Consigny : « La macronie a un côté petit-bourgeois ridicule »                                            |
| 8                                                                             | 4 novembre 2023                                                               | Nikita Bellucci                                                               | Nikita Bellucci : « Un bon acteur X est un acteur qui ne prend pas de plaisir »                                  |
| 9                                                                             | 11 novembre 2023                                                              | Luz                                                                           | Luz : « L’humour est mort »                                                                                      |
| 10                                                                            | 25 novembre 2023                                                              | Virginie Efira                                                                | Virginie Efira : « Je suis un peu dingotte de l’actu »                                                           |
| 11                                                                            | 2 décembre 2023                                                               | Laure Murat                                                                   | Laure Murat : « Proust m’a fait sortir du placard une seconde fois »                                             |
| 12                                                                            | 9 décembre 2023                                                               | Franck Dubosc                                                                 | Franck Dubosc, ex-grand reporter en Ukraine pour Channel 4 (et c’est pas une blague)                             |
| 13                                                                            | 16 décembre 2023                                                              | Jeanne Balibar                                                                | Jeanne Balibar : « Il n’y a que le délire qui m’excite »                                                         |
| 14                                                                            | 23 décembre 2023                                                              | Matthieu Pigasse                                                              | Matthieu Pigasse : « En 2024, on commence à tout péter ! »                                                       |
| 15                                                                            | 6 janvier 2024                                                                | Philippe Descola                                                              | Philippe Descola : « Le savoir est une matière explosive »                                                       |
| 16                                                                            | 13 janvier 2024                                                               | Cécile de France                                                              | Cécile de France : « J’ai un rapport ludique et julibatoire avec mon métier » d’actrice                          |
| 17                                                                            | 20 janvier 2024                                                               | Arlette Laguiller                                                             | Arlette Laguiller : « Les travailleurs fabriquent tout dans la société, alors on aimerait qu’ils la dirigent »   |
| 18                                                                            | 27 janvier 2024                                                               | Yvan Attal                                                                    | Yvan Attal : « Être enfant unique, c’est une aventure compliquée »                                               |
| 19                                                                            | 3 février 2024                                                                | Michelle Perrot                                                               | Michelle Perrot : « L’histoire est un luxe à défendre »                                                          |
| 20                                                                            | 10 février 2024                                                               | Roméo Elvis                                                                   | Roméo Elvis : « Notre passivité est un poison doux »                                                             |
| 21                                                                            | 17 février 2024                                                               | Laurent Lafitte                                                               | Laurent Lafitte : « Comédien, on n’est pas une profession très revendicatrice, souvent à tort »                  |
| 22                                                                            | 24 février 2024                                                               | Jean-Marc Dumontet                                                            | Jean-Marc Dumontet : « Un spectacle est un acte d’achat »                                                        |
| 23                                                                            | 2 mars 2024                                                                   | Jean-Christophe Rufin                                                         | Jean-Christophe Rufin : « Les dirigeants des Gafam sont des ados libertariens au projet totalitaire »            |
| 24                                                                            | 9 mars 2024                                                                   | Michèle Laroque                                                               | Michèle Laroque : « Savoir hurler fort, ça peut sauver », de la Roumanie aux USA, l’étonnante vie de l’actrice   |
| 25                                                                            | 16 mars 2024                                                                  | Marc Trévidic                                                                 | Marc Trévidic, magistrat : « Il ne faut pas attendre quoi que ce soit d’un ministère de la Justice »             |
| 26                                                                            | 23 mars 2024                                                                  | Sabrina Krief                                                                 | Sabrina Krief, primatologue : « il y a beaucoup de chimpanzés de gauche »                                        |
| 27                                                                            | 30 mars 2024                                                                  | Bernard Thibault                                                              | Bernard Thibault : « Mes enfants ont manifesté pour négocier leur argent de poche »                              |
| 28                                                                            | 6 avril 2024                                                                  | Rachida Brakni                                                                | Rachida Brakni : « Athlète de haut niveau, je rêvais d’être une sorte de Marie-José Perec »                      |
| 29                                                                            | 13 avril 2024                                                                 | Manu Payet                                                                    | Manu Payet : « L’Histoire de l’Afrique du Sud s’est écrite devant moi sous la forme d’une croix »                |
| 30                                                                            | 20 avril 2024                                                                 | Alain Damasio                                                                 | Alain Damasio : « Battre le capitalisme sur le terrain du désir »                                                |
| 31                                                                            | 27 avril 2024                                                                 | Bouli Lanners                                                                 | Bouli Lanners : « La parole doit se libérer, mais l’écoute doit être présente »                                  |
| 32                                                                            | 4 mai 2024                                                                    | Asma Mhalla                                                                   | Asma Mhalla : « Plus on technologise une société, plus on devient vulnérables »                                  |
| 33                                                                            | 11 mai 2024                                                                   | Arié Alimi                                                                    | Arié Alimi : « Quand on est juif, maghrébin, français et de gauche, cela crée des conflits d’identité »          |
| 34                                                                            | 18 mai 2024                                                                   | Pierre Kroll                                                                  | Pierre Kroll : « La blague qui fait mal c’est celle qui est juste »                                              |
| 35                                                                            | 1er juin 2024                                                                 | Arthur Teboul                                                                 | Arthur Teboul : « La langue peut être détournée de son usage quotidien »                                         |
| 36                                                                            | 8 juin 2024                                                                   | Paul B. Preciado                                                              | Paul B. Preciado : « Il y a une partie de moi qui sera toujours jésuite »                                        |
| 37                                                                            | 15 juin 2024                                                                  | Manu Larcenet                                                                 | Manu Larcenet : « C’est très long de se défaire d’une idéologie »                                                |
| 38                                                                            | 22 juin 2024                                                                  | Fatoumata Diawara                                                             | Fatoumata Diawara : « Je prends la guitare, je chante, pour dire à mes sœurs que c’est possible »                |

### Saison 2 (2024–2025)
| Liste des émissions diffusées lors de la saison 2024–2025 (hors rediffusions) | Liste des émissions diffusées lors de la saison 2024–2025 (hors rediffusions) | Liste des émissions diffusées lors de la saison 2024–2025 (hors rediffusions) | Liste des émissions diffusées lors de la saison 2024–2025 (hors rediffusions)                                    |
| Épisode                                                                       | Date                                                                          | Invité/e                                                                      | Titre |
| ----------------------------------------------------------------------------- | ----------------------------------------------------------------------------- | ----------------------------------------------------------------------------- | --- |
| 1                                                                             | 31 août 2024                                                                  | Paul Magnette                                                                 | Paul Magnette, député PS belge à ses collègues français : « Regardez la série Borgen »                           |
| 2                                                                             | 7 septembre 2024                                                              | Chiara Mastroianni                                                            | Chiara Mastroianni : « Moi j’aime les personnages qui ne sont pas là pour vous séduire »                         |
| 3                                                                             | 14 septembre 2024                                                             | Amélie Nothomb                                                                | Amélie Nothomb : « Je fais des crises de nostalgie préventive »                                                  |
| 4                                                                             | 21 septembre 2024                                                             | Jacques Rancière                                                              | Pour le philosophe Jacques Rancière, "on vit une révolution à l’envers »                                         |
| 5                                                                             | 28 septembre 2024                                                             | Melha Bedia                                                                   | Melha Bedia : « À force d’être insultées, toutes les familles rebeues de France devraient gagner un écran plat » |
| 6                                                                             | 5 octobre 2024                                                                | Léonora Miano                                                                 | Léonora Miano : « Le plaisir féminin est créateur »                                                              |
| 7                                                                             | 12 octobre 2024                                                               | Luz                                                                           | Pour Luz, le 7 janvier est "plein de vides, plein de trous »                                                     |
| 8                                                                             | 19 octobre 2024                                                               | Myriam Revault d'Allonnes                                                     | Myriam Revault d’Allonnes, philosophe : « La démocratie, ça ne s’essaie pas comme une chemise »                  |
| 9                                                                             | 26 octobre 2024                                                               | Lucie Castets                                                                 | Lucie Castets : « Se frotter au suffrage universel me tente beaucoup »                                           |
| 10                                                                            | 2 novembre 2024                                                               | Bruno Patino                                                                  | Bruno Patino : « J’ai ri avec Pinochet et je m’en veux encore »                                                  |
| 11                                                                            | 9 novembre 2024                                                               | Alexandra Lamy                                                                | Alexandra Lamy : « La culture permet de gagner du temps pour débattre »                                          |
| 12                                                                            | 16 novembre 2024                                                              | Fariba Adelkhah                                                               | Fariba Adelkhah : « Toutes les prisonnières politiques ont un projet d’émancipation »                            |
| 13                                                                            | 30 novembre 2024                                                              | Edwy Plenel                                                                   | Edwy Plenel : « Aucun peuple n’est à l’abri d’un désir d’apartheid »                                             |
| 14                                                                            | 7 décembre 2024                                                               | MC Solaar                                                                     | Pour MC Solaar, "le rap a gagné la bataille culturelle »                                                         |
| 15                                                                            | 14 décembre 2024                                                              | Marin Karmitz                                                                 | Marin Karmitz : « Mon business model ? Faire les poubelles ! »                                                   |
| 16                                                                            | 21 décembre 2024                                                              | Sandrine Kiberlain                                                            | Sandrine Kiberlain : « J’ai découvert un filon en faisant rire ma famille. »                                     |
| 17                                                                            | 4 janvier 2025                                                                | Heïdi Sevestre                                                                | Heïdi Sevestre : « Le bonheur est dans l’action »                                                                |
| 18                                                                            | 11 janvier 2025                                                               | François Damiens                                                              | François Damiens : « Je crois que j’ai une grande part de féminité »                                             |
| 19                                                                            | 18 janvier 2025                                                               | Eva Joly                                                                      | Eva Joly : « En France, les mains des magistrats ne tremblent pas face à l’influence politique »                 |
| 20                                                                            | 25 janvier 2025                                                               | Nesrine Slaoui                                                                | Nesrine Slaoui : « Notre rôle est de repolitiser les discours »                                                  |
| 21                                                                            | 1er février 2025                                                              | Barbara Cassin                                                                | Barbara Cassin : « Il y a des jeux de mots dans l’Odyssée »                                                      |
| 22                                                                            | 8 février 2025                                                                | Costa-Gavras                                                                  | Costa-Gavras : « Il faut commencer le deuil de son vivant »                                                      |
| 23                                                                            | 15 février 2025                                                               | Lamya Essemlali                                                               | Lamya Essemlali : « Tuer une baleine c’est désenchanter le monde »                                               |
| 24                                                                            | 22 février 2025                                                               | Swann Arlaud                                                                  | Swann Arlaud : silences et trahisons sur les planches                                                            |
| 25                                                                            | 8 mars 2025                                                                   | Hanna Assouline                                                               | Hanna Assouline : Nous avons une position radicale pour la prix                                                  |
| 26                                                                            | 15 mars 2025                                                                  | Camélia Jordana                                                               | Camélia Jordana : Charles Martel était une espèce de punk qui pillait les églises                                |
| 27                                                                            | 22 mars 2025                                                                  | Karin Viard                                                                   | Karin Viard : Je n'aime pas les rôles de filles qui sentent bon                                                  |
| 28                                                                            | 29 mars 2025                                                                  | Olivier Legrain                                                               | Olivier Legrain : Je suis un petit millionnaire contre le système Bolloré                                        |

## Équipe
- Présentatrice : Charline Vanhoenacker
- Productrice : Charline Vanhoenacker
- Réalisateur : François Audoin
- Chargée de programme : Ophélie Vivier